# Синельников Рафаїл Давидович
Рафаїл Давидович Синельников (1896, Бердянськ — 21 лютого 1981, Харків) — український радянський анатом, професор Харківського медичного університету, автор «Атласу анатомії людини».

## Життєпис
У 1918—1924 навчався і працював у Харківському медичному інституті. З 1937 р. — завідувач кафедри анатомії 1-го Харківського медичного інституту (згодом Харківський національний медичний університет). У 1938 році здобув звання професора захистивши дисертацію «Нерви сечового міхура людини» (рос).
З 1941 разом з професором Збарским приймав учать в евакуації тіла В. І. Леніна до м. Перм. 1 [Архівовано 5 березня 2016 у Wayback Machine.], 3

## Наукові видання
- «Атлас анатомії людини» (рос.), видавництво друге у співавторстві з В. П. Воробйовим, 1947 року. Навчальний посібник для вищих навчальних закладів.
- «Матеріали до макро-мікроскопії вегетативної нервової системи і залоз слизових оболонок і шкіри». (рос.) Під редакцій Р. Д. Синельникова, М. Медгиз, 1948.
- «Видатний радянський анатом Володимир Петрович Воробйов» (рос.), Харьк. кн-газ. видавництво, 1952 р.
- «Матеріали до навчання асиметрії у нервовій системі» М. «Наука», 1964
- «Життя у науці» (рос.) М. «Медицина», 1969
- «Анатомія людини. Методичний вказівник до практичних занять з елементами програмованого навчання», (рос.) під редакцією Р. Д. Синельникова. Харків, 1971.
- «Атлас анатомії людини» (рос.) В 3 томах. Видання перероблене і доповнене. М. «Медицина», 1973. 2 [Архівовано 1 липня 2015 у Wayback Machine.]

## Вшанування
Нагороджений орденом Трудового Червоного Прапору та орденом «Знак Пошани».3
Барельєф Р. Д. Синельникова розташовано на стіні анатомічної лекційної аудиторії-амфітеатру Харківського медичного університету. 1 [Архівовано 5 березня 2016 у Wayback Machine.]